# 1700 год в науке

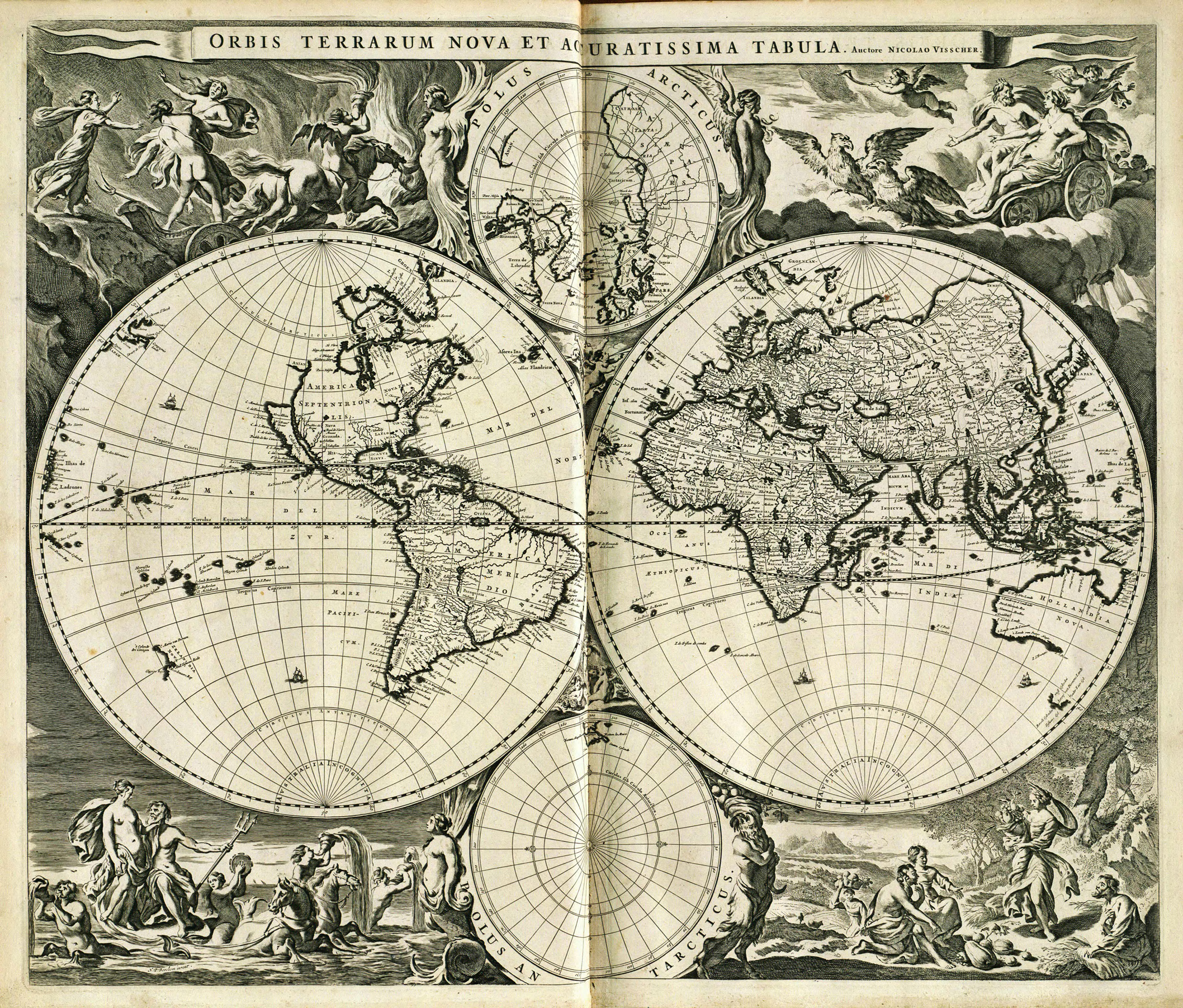

В 1700 году произошли различные научные и технологические события, некоторые из которых представлены ниже.

## События
- 11 января — введение в Русском царстве нового летосчисления (юлианского календаря): после 31 декабря 7208 года от сотворения мира наступило 1 января 1700 года от Рождества Христова. Начало года перенесено на 1 января.
- Эдмунд Галлей на корабле «Парамур» достиг Антарктического полярного фронта и дал его описание[1].
- Итальянский врач Бернардино Рамадзини опубликовал трактат «О болезнях рабочих» (лат. De Morbis Artificum Diatriba), положивший начало медицине профессиональных заболеваний.
- 11 июля — основана Прусская академия наук.

## Родились
См. также: Категория:Родившиеся в 1700 году
- 8 февраля — Даниил Бернулли, швейцарский математик и физик (ум. 1782).
- 7 мая — Герард ван Свитен, австрийский врач голландского происхождения (ум. 1772).
- 20 июля — Анри Луи Дюамель дю Монсо, основоположник современной агрономии и лесного хозяйства[2] (ум. 1782).
- 19 ноября — Жан-Антуан Нолле, французский физик (ум. 1770).
- 28 ноября — Натаниель Блисс, британский астроном (ум. 1764).
- (дата неизвестна) — Симон Филибер де Ла-Салль-де-л’Этанг, французский агроном, защитник искусственного луговодства. (ум. 1765).

## Скончались
См. также: Категория:Умершие в 1700 году
- 7 января — Рафаэль Фабретти (род. 1618), итальянский историк и археолог.
- (точная дата смерти неизвестна, погиб предположительно в период между 4 мая и 18 октября) — Луи Жолье (род. 1645), франкоканадский гидрограф и исследователь Северной Америки.